# 용산 센트럴파크타워
용산 센트럴파크타워(영어: Central Park Tower)는 대한민국 서울특별시 용산구 한강로2가에 위치하고 있다.

## 같이 보기
- 서울특별시의 마천루 목록